# Golden Joystick Awards
I Golden Joystick Awards (lett. "premi joystick d'oro"), anche noti come People's Gaming Awards, sono una cerimonia di premiazione annuale dedicata all'industria dei videogiochi, che si svolge di solito a Londra. Assegna il premio Gioco dell'anno al miglior videogioco dell'anno e altre categorie più specifiche, in base ai voti online di tutto il pubblico. Iniziata nel 1983 con voti raccolti per posta dalla rivista Computer and Video Games, è la seconda più antica cerimonia di premiazione dei videogiochi dopo gli Arcade Awards.
I premi erano inizialmente assegnati ai giochi per computer, ma in seguito sono stati estesi anche ai giochi per console.
I possibili contendenti di ogni edizione sono i giochi pubblicati nel corso dell'anno precedente. Inizialmente si considerava la pubblicazione nell'anno solare e le premiazioni si tenevano nella prima metà dell'anno successivo, per cui ad esempio la cerimonia di aprile 1992 premiava i giochi usciti esattamente nel 1991; in seguito le premiazioni sono state spostate nella seconda metà dell'anno e il periodo annuale di uscita dei giochi considerati è a cavallo di due anni.
Secondo quanto affermarono gli organizzatori, la partecipazione dei votanti raggiunse un picco record di 10 milioni di voti espressi nell'edizione del 2013. Agli eventi in presenza partecipano solo gli addetti ai lavori.

## Albo d'oro
Di seguito si riassumono i vincitori del riconoscimento principale di "gioco dell'anno". In alcune annate non è esistito un vincitore assoluto, ma più giochi dell'anno per le categorie principali (in quel caso sono riportate tutte).
- 1983: Jetpac
- 1984: Knight Lore
- 1985: Way of the Exploding Fist
- 1986: Gauntlet
- 1987: Out Run
- 1988:
  - Computer a 8 bit: Operation Wolf
  - Computer a 16 bit: Speedball
  - Console: Thunder Blade
- 1989:
  - Computer a 8 bit: The Untouchables
  - Computer a 16 bit: Kick Off
  - PC IBM compatibile: Indiana Jones and the Last Crusade: The Graphic Adventure
- 1990:
  - Computer a 8 bit: Rick Dangerous 2
  - Computer a 16 bit: Kick Off 2
  - Console a 8 bit: Mega Man
  - Console a 16 bit: John Madden Football
  - PC IBM compatibile: Railroad Tycoon
- 1991: Sonic the Hedgehog
- 1992:
  - Computer: Sensible Soccer
  - Console: Street Fighter 2
  - Console portatili: Super Kick Off
- 1993:
  - Computer: Doom
  - Console: Super Mario All-Stars
  - Console portatili: The Legend of Zelda: Link's Awakening
- 1994
  - Computer: Doom II
- 1995
  - Computer: Command & Conquer: Tiberian Dawn
- 1996/1997: Super Mario 64
- 2002: Grand Theft Auto III
- 2003: Grand Theft Auto: Vice City
- 2004: Doom 3
- 2005: Grand Theft Auto: San Andreas
- 2006: The Elder Scrolls IV: Oblivion
- 2007: Gears of War
- 2008: Call of Duty 4: Modern Warfare
- 2009: Fallout 3
- 2010: Mass Effect 2
- 2011: Portal 2
- 2012: The Elder Scrolls V: Skyrim
- 2013: Grand Theft Auto V
- 2014: Dark Souls II
- 2015: The Witcher 3: Wild Hunt
- 2016: Dark Souls III
- 2017: The Legend of Zelda: Breath of the Wild
- 2018: Fortnite Battle Royale
- 2019: Resident Evil 2
- 2020: The Last of Us Parte II
- 2021: Resident Evil Village
- 2022: Elden Ring
- 2023: Baldur's Gate III
- 2024: Black Myth Wukong

## Edizioni

### 1983
La cerimonia dei primi Golden Joystick per il 1983 si è svolta a Berkeley Square a Londra, circa a febbraio 1984, presentata dal disc jockey Dave Lee Travis. I risultati si basavano sui voti inviati per posta alla redazione della rivista britannica Computer and Video Games, tramite coupon forniti dalla rivista stessa, e riguardavano i giochi per computer. Secondo la rivista, centinaia di giochi vennero nominati dai votanti, ma i vincitori erano nettamente al di sopra degli altri concorrenti.
| Premio                     | Vincitore              | Successivi classificati                      |
| -------------------------- | ---------------------- | -------------------------------------------- |
| Gioco dell'anno            | Jetpac                 | The Hobbit, Manic Miner, Arcadia             |
| Software house dell'anno   | Ultimate Play the Game | Melbourne House, Imagine Software, Llamasoft |
| Miglior gioco stile arcade | Manic Miner            | Penetrator, Arcadia, Zalaga                  |
| Miglior strategico         | The Hobbit             | Football Manager, Planet Invasion, Chess     |
| Miglior gioco originale    | Ah Diddums             | Pssst, Ant Attack, Splat!                    |

### 1984
La cerimonia dei Golden Joystick 1984 si è svolta a Londra, presentata da Jools Holland. I risultati si basavano sui voti inviati per posta alla redazione della rivista britannica Computer and Video Games, tramite coupon forniti dalla rivista stessa, e riguardavano i giochi per computer. Secondo la rivista, diverse migliaia di lettori votarono.
| Premio                     | Vincitore                  | Secondo         | Encomi                            |
| -------------------------- | -------------------------- | --------------- | --------------------------------- |
| Gioco dell'anno            | Knight Lore                | Ghostbusters    | Avalon, Impossible Mission        |
| Software house dell'anno   | Ultimate Play the Game     | Beyond Software | Hewson, Mikro-Gen                 |
| Miglior gioco originale    | Elite                      | Deus Ex Machina | Ancipital, Pyjamarama             |
| Miglior avventura          | Claymorgue Castle          | Erik the Viking | Eureka!, Tir Na Nog               |
| Miglior strategico         | The Lords of Midnight      | Beach Head      | Battle for Midway, Nato Commander |
| Miglior gioco stile arcade | Daley Thompson's Decathlon | Boulder Dash    | Wanted: Monty Mole, Starstrike    |
| Programmatore dell'anno    | La squadra della Ultimate  | Mike Singleton  | Antony Crowther, Acornsoft        |

### 1985
La cerimonia dei Golden Joystick 1985 si è svolta su una lussuosa barca sul Tamigi a Londra, presentata da Jools Holland. I risultati si basavano sui voti inviati per posta alla redazione della rivista britannica Computer and Video Games, tramite coupon forniti dalla rivista stessa, e riguardavano i giochi per computer.
| Premio                     | Vincitore                     | Secondo                 | Encomi                                           |
| -------------------------- | ----------------------------- | ----------------------- | ------------------------------------------------ |
| Gioco dell'anno            | The Way of the Exploding Fist | Elite                   | Summer Games II                                  |
| Software house dell'anno   | Melbourne House               | U.S. Gold               | Elite Systems, Firebird Software (a pari merito) |
| Miglior gioco originale    | Little Computer People        | Spy vs. Spy             | Paradroid                                        |
| Miglior avventura          | Red Moon                      | Gremlins: The Adventure | Bored of the Rings                               |
| Miglior strategico         | Theatre Europe                | Shadowfire              | Battle of Britain                                |
| Miglior gioco stile arcade | Commando                      | Hyper Sports            | Dropzone                                         |
| Programmatore dell'anno    | Stephen Crow                  | Jeff Minter             | Andrew Braybrook, Bo Jangeborg (a pari merito)   |

### 1986
La cerimonia dei Golden Joystick 1986 si è svolta al Cadogan Hall a Londra, presentata da Jools Holland. I risultati si basavano sui voti inviati per posta alla redazione della rivista britannica Computer and Video Games, tramite coupon forniti dalla rivista stessa, e riguardavano i giochi per computer.
| Premio                       | Vincitore             | Secondo                      | Encomio             |
| ---------------------------- | --------------------- | ---------------------------- | ------------------- |
| Gioco dell'anno              | Gauntlet              | Uridium                      | Space Harrier       |
| Software house dell'anno     | Elite Systems         | U.S. Gold                    | Hewson              |
| Programmatore dell'anno      | Andrew Braybrook      | Chris Butler                 | Stephen Crow        |
| Avventura dell'anno          | The Pawn              | Lord of the Rings            | Heavy on the Magick |
| Strategico dell'anno         | Vietnam               | Johnny Reb II                | Silent Service      |
| Gioco stile arcade dell'anno | Uridium               | Gauntlet                     | Ghosts 'n Goblins   |
| Miglior gioco originale      | The Sentinel          | The Trap Door                | Trivial Pursuit     |
| Miglior colonna sonora       | Sanxion (Rob Hubbard) | Knucklebusters (Rob Hubbard) | Starglider          |

### 1987
La cerimonia dei Golden Joystick 1987 si è svolta il 9 marzo 1988 ai The Roof Gardens a Londra, presentata da Chris Tarrant. I risultati si basavano sui voti inviati per posta alla redazione della rivista britannica Computer and Video Games, tramite coupon forniti dalla rivista stessa, e riguardavano i giochi per computer. Secondo la rivista ci furono 6000 votanti, un record fino ad allora, molti anche dall'estero.
| Premio                       | Vincitore            | Secondo               | Encomio           |
| ---------------------------- | -------------------- | --------------------- | ----------------- |
| Gioco dell'anno              | Out Run              | The Last Ninja        | Renegade          |
| Avventura dell'anno          | The Guild of Thieves | Knight Orc            | Shadows of Mordor |
| Programmatore dell'anno      | Jon Ritman           | Andrew Braybrook      | -                 |
| Miglior gioco originale      | Nebulus              | Wizball               | Driller           |
| Gioco stile arcade dell'anno | Out Run              | Renegade              | Bubble Bobble     |
| Strategico dell'anno         | Vulcan               | Defender of the Crown | Annals of Rome    |
| Software house dell'anno     | U.S. Gold            | Ocean Software        | Elite Systems     |

### 1988
La cerimonia dei Golden Joystick 1988 si è svolta il 6 aprile 1989 ai The Roof Gardens a Londra, presentata da Chris Tarrant. I risultati si basavano sui voti inviati per posta alla redazione della rivista britannica Computer and Video Games e, a partire da quell'anno, anche di altre riviste di settore dell'editrice EMAP, tramite coupon forniti dalle riviste stesse. Per la prima volta venne introdotta una categoria per i giochi per console, mentre quelli per computer per la prima volta vennero divisi in categorie per computer a 8 bit e computer a 16 bit.
| Premio                        | Sistemi | Vincitore                     | Secondo                 |
| ----------------------------- | ------- | ----------------------------- | ----------------------- |
| Miglior grafica               | 8 bit   | Armalyte                      | Last Ninja 2            |
| Miglior grafica               | 16 bit  | Rocket Ranger                 | Starglider 2            |
| Miglior colonna sonora        | 8 bit   | Bionic Commando               | RoboCop                 |
| Miglior colonna sonora        | 16 bit  | International Karate +        | Starglider 2            |
| Programmatore dell'anno       | 8 bit   | John Phillips                 | Mev Dink, John Twiddy   |
| Programmatore dell'anno       | 16 bit  | The Bitmap Brothers           | John Phillips           |
| Miglior simulazione           | 8 bit   | Microprose Soccer             | Project Stealth Fighter |
| Miglior simulazione           | 16 bit  | Falcon                        | F/A-18 Interceptor      |
| Miglior avventura             | 8 bit   | Corruption                    | Ingrid's Back           |
| Miglior avventura             | 16 bit  | Fish!                         | Corruption              |
| Miglior conversione di arcade | 8 bit   | Operation Wolf                | R-Type                  |
| Miglior conversione di arcade | 16 bit  | Operation Wolf                | Pac-Mania               |
| Premio console C&VG           | -       | Thunder Blade (Master System) | R-Type (PC Engine)      |
| Software house dell'anno      | 8 bit   | Ocean Software                | U.S. Gold               |
| Software house dell'anno      | 16 bit  | Mirrorsoft                    | Ocean Software          |
| Gioco dell'anno               | 8 bit   | Operation Wolf                | Last Ninja 2            |
| Gioco dell'anno               | 16 bit  | Speedball                     | Starglider 2            |

### 1989

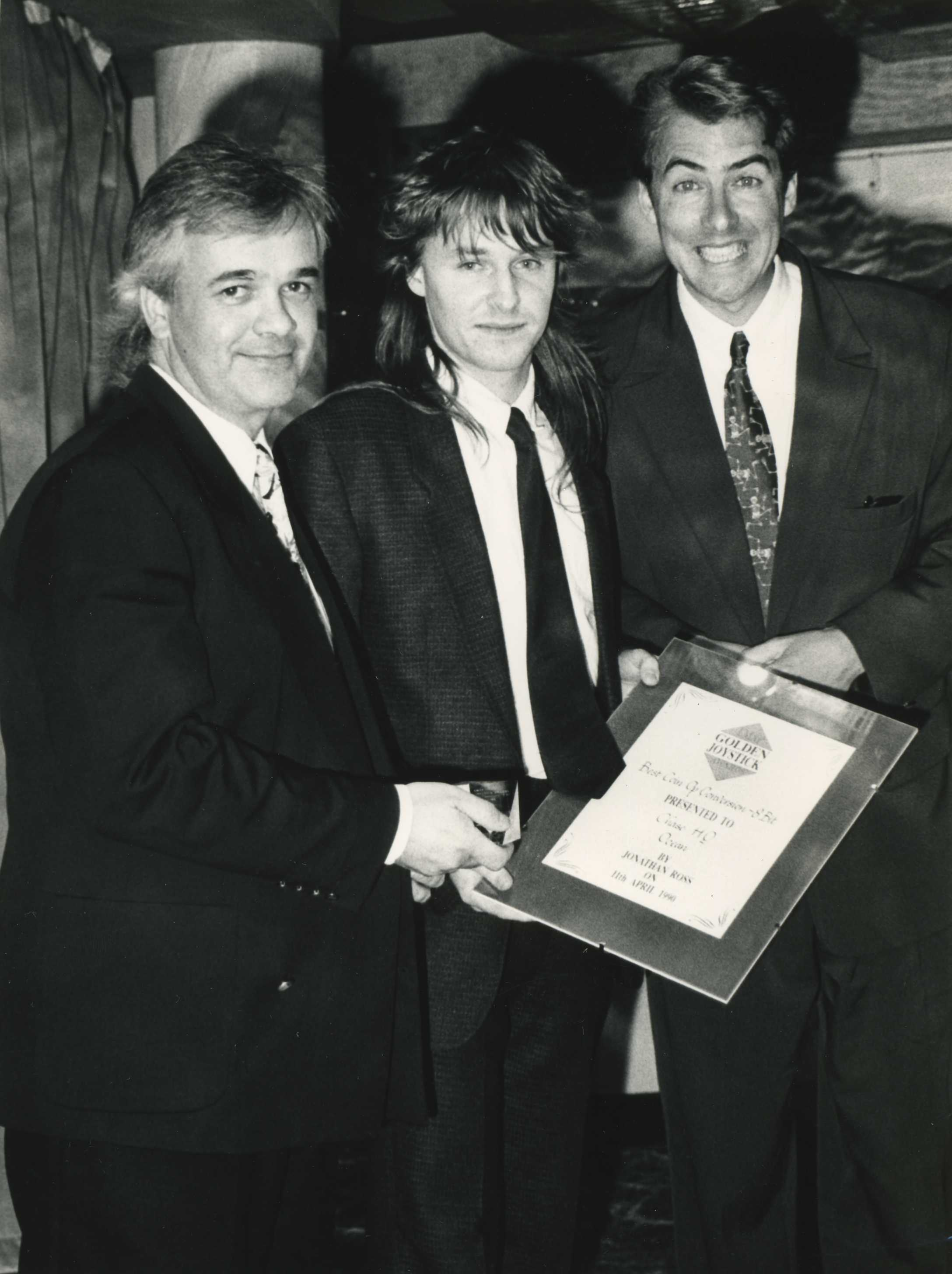
Paul Patterson della Ocean Software, il giornalista Jaz Rignall, e il presentatore Jonathan Ross

La cerimonia dei Golden Joystick 1989 si è svolta l'11 aprile 1990 ai The Roof Gardens a Londra, presentata da Jonathan Ross. I risultati si basavano sui voti inviati per posta alla redazione di varie riviste britanniche di settore dell'editrice EMAP. Le categorie di giochi sono per home computer dove non diversamente specificato.
| Premio                                       | Sistemi | Vincitore                                                 |
| -------------------------------------------- | ------- | --------------------------------------------------------- |
| Miglior grafica                              | 8 bit   | Myth: History in the Making                               |
| Miglior grafica                              | 16 bit  | Shadow of the Beast                                       |
| Miglior colonna sonora                       | 8 bit   | Chase H.Q.                                                |
| Miglior colonna sonora                       | 16 bit  | Future Wars                                               |
| Miglior simulazione                          | 8 bit   | Carrier Command                                           |
| Miglior simulazione                          | 16 bit  | M1 Tank Platoon                                           |
| Miglior conversione di arcade                | 8 bit   | Chase H.Q.                                                |
| Miglior conversione di arcade                | 16 bit  | Hard Drivin'                                              |
| Gioco più originale dell'anno                | -       | Populous                                                  |
| Gioco dell'anno                              | 8 bit   | The Untouchables                                          |
| Gioco dell'anno                              | 16 bit  | Kick Off                                                  |
| Prodotto da intrattenimento per PC dell'anno | PC      | Indiana Jones and the Last Crusade: The Graphic Adventure |
| Software house dell'anno                     | -       | Ocean Software                                            |

### 1990
La cerimonia dei Golden Joystick 1990 si è svolta il 4 aprile 1991 ai The Roof Gardens a Londra. I risultati si basavano sui voti inviati per posta alla redazione di varie riviste britanniche di settore dell'editrice EMAP. Le categorie di giochi sono per home computer dove non diversamente specificato.
| Premio                        | Sistemi | Vincitore                                |
| ----------------------------- | ------- | ---------------------------------------- |
| Miglior grafica               | 16 bit  | Shadow of the Beast II                   |
| Miglior grafica               | 8 bit   | Midnight Resistance                      |
| Miglior colonna sonora        | 16 bit  | Speedball 2: Brutal Deluxe               |
| Miglior colonna sonora        | 8 bit   | RoboCop 2                                |
| Miglior simulazione           | 16 bit  | F-19 Stealth Fighter                     |
| Miglior simulazione           | 8 bit   | F-19 Stealth Fighter                     |
| Miglior conversione di arcade | 16 bit  | Golden Axe                               |
| Miglior conversione di arcade | 8 bit   | Rainbow Islands                          |
| Miglior gioco per console     | 16 bit  | John Madden Football (Mega Drive)        |
| Miglior gioco per console     | 8 bit   | Mega Man (Nintendo Entertainment System) |
| Gioco per PC dell'anno        | PC      | Railroad Tycoon                          |
| Gioco dell'anno               | 16 bit  | Kick Off 2                               |
| Gioco dell'anno               | 8 bit   | Rick Dangerous 2                         |
| Produttore hardware dell'anno | -       | Sega                                     |
| Software house dell'anno      | -       | Ocean Software                           |

### 1991
La cerimonia dei Golden Joystick 1991 si è svolta il 7 aprile 1992 al Hyde Park Hotel a Londra, presentata da Jonathan Ross. I risultati si basavano sui voti inviati per posta alla redazione di varie riviste britanniche di settore dell'editrice EMAP.
| Premio                        | Vincitore                       |
| ----------------------------- | ------------------------------- |
| Gioco dell'anno a 16 bit      | Heimdall                        |
| Gioco dell'anno in generale   | Sonic the Hedgehog              |
| Programmatore dell'anno       | Archer Maclean                  |
| Software house dell'anno      | Electronic Arts                 |
| Miglior grafica               | Heimdall                        |
| Miglior colonna sonora        | The Secret of Monkey Island     |
| Miglior simulazione           | Jimmy White's Whirlwind Snooker |
| Miglior conversione di arcade | Toki                            |

### 1992
La cerimonia dei Golden Joystick 1992 si è svolta a maggio 1993 a Kensington a Londra, presentata da Jonathan Ross. I risultati si basavano sui voti inviati per posta alla redazione di varie riviste britanniche di settore dell'editrice EMAP.
| Premio                                       | Vincitore                              | Sistema    |
| -------------------------------------------- | -------------------------------------- | ---------- |
| Miglior gioco originale d'azione per console | Desert Strike                          | Mega Drive |
| Miglior simulazione per computer             | Formula One Grand Prix                 | PC         |
| Miglior gioco per console in licenza         | Street Fighter II                      | SNES       |
| Miglior gioco per computer in licenza        | Indiana Jones and the Fate of Atlantis | PC         |
| Miglior gioco originale per console          | Sonic the Hedgehog 2                   | Mega Drive |
| Miglior gioco originale per computer         | Alone in the Dark                      | PC         |
| Gioco dell'anno per computer                 | Sensible Soccer                        | Amiga      |
| Gioco dell'anno per console                  | Street Fighter II                      | SNES       |
| Gioco dell'anno per console portatile        | Super Kick Off                         | Game Gear  |
| Squadra di sviluppo dell'anno                | LucasArts                              | -          |
| Campagna promozionale dell'anno              | Sonic the Hedgehog 2                   | -          |
| Software house dell'anno                     | Electronic Arts e Team17 (pari merito) | -          |

### 1993
La cerimonia dei Golden Joystick 1993 si è svolta il 16 maggio 1994 all'albergo Le Méridien di Piccadilly a Londra, presentata dal disc jockey Steve Wright. I risultati si basavano sui voti inviati per posta alla redazione di varie riviste britanniche di settore dell'editrice EMAP.
La tabella seguente è ricavata da più fonti parziali e potrebbe non essere completa.
| Premio                                | Vincitore                             | Sistema    |
| ------------------------------------- | ------------------------------------- | ---------- |
| Gioco più originale                   | Gunstar Heroes                        | Mega Drive |
| Miglior programmatore console         | Hirokazu Yasuhara                     | -          |
| Miglior programmatore computer        | Sensible Software                     | -          |
| Miglior gioco portatile               | The Legend of Zelda: Link's Awakening | Game Boy   |
| Gioco d'azione più originale          | Super Bomberman                       | SNES       |
| Miglior simulazione su console        | Thunderhawk                           | Mega CD    |
| Miglior gioco su licenza per console  | Mortal Kombat                         | -          |
| Gioco dell'anno per console           | Super Mario All-Stars                 | SNES       |
| Miglior pubblicità                    | The Legend of Zelda: Link's Awakening | Game Boy   |
| Miglior contributo all'industria      | Acclaim Entertainment                 | -          |
| Miglior software house                | Virgin Interactive                    | -          |
| Miglior gioco originale per computer  | Cannon Fodder                         | Amiga      |
| Miglior simulazione per computer      | TFX                                   | PC         |
| Miglior gioco su licenza per computer | Star Wars: Rebel Assault              | PC         |
| Gioco dell'anno per computer          | Doom                                  | PC         |

### 1994
La cerimonia dei Golden Joystick 1994 si è svolta il 4 maggio 1995. I risultati si basavano sui voti inviati per posta alla redazione di varie riviste britanniche di settore dell'editrice EMAP. La tabella seguente per ora è incompleta e riguarda solo i giochi per computer.
| Premio (computer)                  | Vincitore                              |
| ---------------------------------- | -------------------------------------- |
| Miglior pubblicità                 | Rise of the Robots                     |
| Miglior gioco multimediale         | Wing Commander III: Heart of the Tiger |
| Miglior strategico/simulazione     | Theme Park                             |
| Miglior avventura                  | Beneath a Steel Sky                    |
| Miglior gioco originale            | Theme Park                             |
| Gioco dell'anno                    | Doom II                                |
| Miglior programmatore              | Bullfrog Productions                   |
| Servizi all'industria del software | Probe Software                         |
| Software house dell'anno           | Electronic Arts                        |

### 1995
La cerimonia dei Golden Joystick 1995 si è svolta l'8 maggio 1996 a Londra. I risultati si basavano sui voti inviati per posta alla redazione di varie riviste britanniche di settore dell'editrice EMAP. La tabella seguente per ora è incompleta e riporta solo alcuni premi. Le categorie in tutto sono 16.
| Premio (parziale)                    | Vincitore                        |
| ------------------------------------ | -------------------------------- |
| Miglior gioco originale per computer | Worms                            |
| Gioco dell'anno per computer         | Command & Conquer: Tiberian Dawn |
| Sviluppatore più dedicato all'Amiga  | Team17                           |

### 1996/1997
La cerimonia dei Golden Joystick 1997 si è svolta a novembre 1997 al Café de Paris a Londra, presentata da Adam Smallman, con la modella Kelly Brook alla consegna dei premi.
L'edizione fu sponsorizzata da HMV Group in associazione con Nintendo 64 e PlayStation.
I risultati si basavano sui voti inviati per posta alla redazione di varie riviste britanniche di settore dell'editrice EMAP.
Da questa edizione la data della premiazione è spostata verso la fine dell'anno solare. Questa edizione di fatto riguardò i giochi pubblicati sia nel 1996, sia nel 1997.
| Premio                                                         | Vincitore                                          |
| -------------------------------------------------------------- | -------------------------------------------------- |
| Miglior grafica                                                | Super Mario 64                                     |
| Miglior sonoro                                                 | Wipeout 2097                                       |
| Gioco più originale                                            | PaRappa the Rapper                                 |
| Personaggio di giochi preferito                                | Lara Croft in Tomb Raider                          |
| Scoop dell'anno                                                | GoldenEye 007 su Official Nintendo Magazine        |
| Pagine più belle                                               | Showcase Features su Official Sega Saturn Magazine |
| Miglior recensore                                              | Ed Lomas su Computer and Video Games               |
| Miglior pubblicità                                             | Tekken 2 in TV                                     |
| Miglior squadra di sviluppo                                    | Rare                                               |
| Miglior software house                                         | Sony                                               |
| Miglior gioco per PC da Computer and Video Games               | Quake                                              |
| Miglior gioco per Sega Saturn da Official Sega Saturn Magazine | Fighters Megamix                                   |
| Miglior gioco per Nintendo 64 da Official Nintendo Magazine    | Super Mario 64                                     |
| Miglior gioco per PlayStation da PlayStation Plus Magazine     | Resident Evil                                      |
| Gioco dell'anno                                                | Super Mario 64                                     |

### 1998-2001
Per ora mancano fonti su questi anni.

### 2016
La cerimonia si è svolta a Londra, al salone The O2, il 18 novembre 2016 ed è stata presentata da James Veitch.
| Categoria                                 | Vincitore                                 |
| ----------------------------------------- | ----------------------------------------- |
| Miglior gioco originale                   | Overwatch                                 |
| Miglior narrativa                         | The Witcher 3: Blood and Wine (DLC)       |
| Miglior visual design                     | The Witcher 3: Blood and Wine (DLC)       |
| Miglior audio design                      | Fallout 4                                 |
| Miglior indie                             | Firewatch                                 |
| Miglior personalità dell'anno             | Sean Plott                                |
| Miglior gioco multiplayer                 | Overwatch                                 |
| YouTube - Personalità emergente dell'anno | Jesse Cox                                 |
| Sviluppatore dell'anno                    | CD Projekt Red                            |
| Innovazione dell'anno                     | Pokemon Go                                |
| Premio alla carriera                      | Eiji Aonuma                               |
| Miglior piattaforma                       | Steam                                     |
| Miglior recitazione                       | Doug Cockle (Geralt, The Witcher 3)       |
| Gioco competitivo dell'anno               | Overwatch                                 |
| Gioco dell'anno - Nintendo                | The Legend of Zelda: Twilight Princess HD |
| Gioco dell'anno - PlayStation             | Uncharted 4: Fine di un ladro             |
| Gioco dell'anno - Xbox                    | Rise of the Tomb Raider                   |
| Gioco dell'anno - PC                      | Overwatch                                 |
| Gioco mobile dell'anno                    | Pokemon Go                                |
| Nuova scoperta                            | Eric Barone (Stardew Valley)              |
| Hall of Fame                              | Lara Croft                                |
| Premio della Critica                      | Titanfall 2                               |
| Gioco più atteso                          | Mass Effect: Andromeda                    |
| Gioco dell'Anno                           | Dark Souls III                            |

### 2017
La cerimonia si è svolta a Londra, al Bloomsbury Big Top, il 17 novembre 2017 ed è stata presentata da Danny Wallace.
| Categoria                     | Vincitore                                               | Candidati |
| ----------------------------- | ------------------------------------------------------- | --- |
| Miglior narrativa             | Horizon Zero Dawn                                       | Nier: Automata, Night in the Woods, Persona 5, Prey, Pyre, Tacoma, Torment: Tides of Numenera, Uncharted: L'eredità perduta, What Remains of Edith Finch |
| Miglior visual design         | Cuphead                                                 | Dishonored 2, Final Fantasy XV, GNOG, Horizon Zero Dawn, Little Nightmares, Monument Valley 2, Night in the Woods, Persona 5, Pyre, The Legend of Zelda: Breath of the Wild |
| Miglior audio design          | The Legend of Zelda: Breath of the Wild                 | Destiny 2, Hellblade: Senua's Sacrifice, Horizon: Zero Dawn, Life Is Strange: Before the Storm, Little Nightmares, Persona 5, Project CARS 2, Pyre, Rime, Sniper Elite 4, Tacoma |
| Miglior recitazione           | Ashly Burch (Aloy, Horizon Zero Dawn)                   | Brian Bloom (B. J. Blazkowicz, Wolfenstein II: The New Colossus), Claudia Black (Chloe Frazer, Uncharted: L'eredità perduta), Fryda Wolff (Ryder, Mass Effect: Andromeda), Jack Brand (Jack Baker, Resident Evil 7: Biohazard), Kylie Brown (Rachel Amber, Life Is Strange: Before the Storm), Melina Juergens (Senua, Hellblade: Senua's Sacrifice), Nathan Fillion (Cayde-6, Destiny 2) |
| Miglior indie                 | Friday the 13th: The Game                               | Dream Daddy, Everything, Night in the Woods, Pyre, Slime Rancher, Stories Untold, Tacoma, Thimbleweed Park, What Remains of Edith Finch |
| Miglior gioco multiplayer     | PlayerUnknown's Battlegrounds                           | Absolver, Battlefield 1, Destiny 2, FIFA 18, Friday the 13th: The Game, Injustice 2, LawBreakers, Nidhogg 2, Pro Evolution Soccer 2018, Splatoon 2 |
| Sviluppatore dell'anno        | Nintendo EPD                                            | Arkane Studios, Boss Key Productions, The Creative Assembly, Guerrilla Games, Machine Games, NetherRealm, Ninja Theory, PUBG Corporation, Platinum, Rebellion |
| Miglior gioco VR              | Resident Evil 7: Biohazard                              | Dead Effect 2 VR, Farpoint, GNOG, Rez Infinite, Robo Recall, Superhot VR, Star Trek: Bridge Crew, Statik, Thumper, Wilson's Heart |
| Giocatore eSports dell'anno   | Agilities' five-man Dragonblade at Overwatch Contenders | Autimatic and Skadoodle win 2 vs. 4 with pistols, PraY's Ashe skillshot at Worlds 2016, Team Liquid win the first ever 3-0 grand final victory at The International, Tokido's incredible parry at Evo 2017 |
| Team eSports dell'anno        | Lunatic-Hai                                             | Astralis, Optic Gaming, SK Telecom T1, Team EnVyUS, Team liquid, Team SoloMid |
| Gioco eSports dell'anno       | Overwatch                                               | Call of Duty: Infinite Warfare, Counter-Strike: Global Offensive, Dota 2, FIFA 17, League of Legends, Rainbow Six: Siege, Rocket League, Smite, StarCraft II |
| Miglior streamer/broadcaster  | Markiplier                                              | Hannah Rutherford, Jacksepticeye, Jupiter Hadley, Maximilian Dood, Polygon, Waypoint, What's Good Games |
| Gioco mobile dell'anno        | Pokémon Sole e Luna                                     | Dragon Quest VIII: L'odissea del re maledetto, Ever Oasis, Fire Emblem Heroes, Framed 2, Hidden Folks, Milkmaid of the Milky Way, Monument Valley 2, Old Man's Journey, Super Mario Run |
| Gioco dell'anno - Nintendo    | The Legend of Zelda: Breath of the Wild                 | Arms, Bulb Boy, Mario + Rabbids Kingdom Battle, Mario Kart 8 Deluxe, Metroid: Samus Returns, Pokémon Sole e Luna, Snipperclips, Splatoon 2, Super Mario Odyssey |
| Gioco dell'anno - PlayStation | Horizon Zero Dawn                                       | Everybody's Gold, Nex Machina, NieR: Automata, Nioh, Persona 5, Statik, The Last Guardian, Uncharted: L'eredità perduta, Yakuza 0 |
| Gioco dell'anno - Xbox        | Cuphead                                                 | Dead Rising 4, Forza Motorsport 7, Gears of War 4, Gigantic, Halo Wars 2, Pit People, Slime Rancher, Tacoma |
| Gioco dell'anno - PC          | PlayerUnknown's Battlegrounds                           | Dream Daddy, Endless Space 2, OneShot, Planet Coaster, Rising Storm 2: Vietnam, Stories Untold, Total War: Warhammer II, Warhammer 40,000: Dawn of War III, West of Loathing |
| Premio della Critica          | The Legend of Zelda: Breath of the Wild                 | - |
| Premio maggior impatto        | Ashly Burch                                             | Brendan Green, Cavalier Game Studios, Game Grumps, Giant Sparrow, Infinite Fall, Melina Jeurgens, Nick Popovich, Nina Freeman, SMAC Games |
| Gioco più atteso              | The Last of Us Parte II                                 | Beyond Good & Evil 2, Call of Duty: World War II, Death Stranding, Far Cry 5, God of War, Metro Exodus, Metroid Prime 4: Beyond, Ooblets, Red Dead Redemption II, Sea of Thieves, Spider-Man, Star Wars Battlefront II |
| Premio still playing          | World of Tanks                                          | Diablo III, EVE Online, FIFA 17, Final Fantasy XIV, Hearthstone, Minecraft, Overwatch, Pokémon Go, PES 2017, Rocket League, The Elder Scrolls Online |
| Gioco dell'anno               | The Legend of Zelda: Breath of the Wild                 | Assassin's Creed: Origins, Destiny 2, Dishonored 2, Horizon Zero Dawn, Monument Valley 2, Persona 5, PlayerUnknown's Battlegrounds, Resident Evil 7: Biohazard, Super Mario Odyssey |

### 2018
La cerimonia si è svolta al Bloomsbury Big Top di Londra il 16 novembre 2018 ed è stata presentata da Danny Wallace.
| Categoria                     | Vincitore                                       | Candidati |
| ----------------------------- | ----------------------------------------------- | --- |
| Miglior narrativa             | God of War                                      | Forgotton Anne, Gorogoa, Marvel's Spider-Man, Octopath Traveller, Pillars of Eternity 2: Deadfire, Reigns: Her Majesty, The Banner Saga 3, Unavowed, Yakuza 6: The Song of Life                                                                                 |
| Miglior visual design         | God of War                                      | Chuchel, Dead Cells, Dragon Ball FighterZ, FAR: Lone Sails, Frostpunk, Gorogoa, Monster Hunter: World, Subnautica, We Happy Few |
| Miglior audio design          | God of War                                      | Far Cry 5, Forza Horizon 4, Jurassic World Evolution, Just Shapes & Beats, Life Is Strange 2, Monster Hunter: World, Sea of Thieves, Shadow of the Tomb Raider, Subnautica                                                                                      |
| Miglior indie                 | Dead Cells                                      | Celeste, Gorogoa, Into the Breach, Just Shapes & Beats, Laser League, Minit, Opus Magnum, Owlboy, Steamworld Dig 2 |
| Miglior gioco competitivo     | Fortnite Battle Royale                          | Arena of Valor, Call of Duty: WW2, Dragon Ball FighterZ, FIFA 19, Forza Horizon 4, Laser League, Mario Tennis Aces, PES 2019, Paladins |
| Miglior gioco cooperativo     | Monster Hunter: World                           | A Way Out, Far Cry 5, Firewall Zero Hour, No Man's Sky Next (DLC), Overcooked 2, Sea of Theives, State of Decay 2, Unravel Two, Warhammer: Vermintide 2 |
| Premio Still playing          | World of Tanks                                  | Destiny 2, Final Fantasy XIV, Hearthstone, Overwatch, PlayerUnknown's Battlegrounds, Pokémon Go, Rainbow Six Siege, Warframe, World of Warcraft |
| Miglior streamer              | Bryan Dechart                                   | |
| Gioco eSport dell'anno        | Overwatch                                       | Call of Duty: WW2, Counter-Strike: Global Offensive, Dota 2, Dragon Ball FighterZ, FIFA 18, League of Legends, Rainbow Six Siege, Rocket League, Street Fighter V                                                                                               |
| Miglior gioco VR              | The Elder Scrolls V: Skyrim                     | Doom VFR, Firewall Zero Hour, Flotilla 2, GNOG, Moss, Sprint Vector, The Persistence, Transference, Wipeout Omega Collection VR |
| Sviluppatore dell'anno        | SIE Santa Monica Studio                         | Bluepoint Games, Capcom, Epic Games, Insomniac Games, Motion Twin, Rare, Stoic Studio, Subset Games, Unknown Worlds |
| Gioco mobile dell'anno        | PlayerUnknown's Battlegrounds                   | Animal Crossing: Pocket Camp, Donut County, Florence, Fortnite, GNOG, Gorogoa, Million Onion Hotel, Pokémon Quest, Reigns: Her Majesty |
| Gioco dell'anno - Nintendo    | Octopath Traveler                               | Captain Toad: Treasure Tracker,De Blob 2,Detective Pikachu,Donkey Kong: Tropical Freeze,Hollow Knight,Mario Tennis Aces,Nintendo Labo,WarioWare Gold |
| Gioco dell'anno - PlayStation | God of War                                      | Detroit: Become Human, Dragon Quest XI: Echi di un'era perduta, Firewall Zero Hour, Marvel's Spider-Man, Moss, Ni no kuni II: Il destino di un regno, Shadow of the Colossus (remake 2018), The Persistence, Yakuza 6                                           |
| Gioco dell'anno - PC          | Subnautica                                      | BATTLETECH, Frostpunk, Into the Breach, Kingdom Come: Deliverance, Opus Magnum, Pillars of Eternity 2: Deadfire, Surviving Mars, Two Point Hospital, Warhammer: Vermintide 2                                                                                    |
| Gioco dell'anno - Xbox        | Forza Horizon 4                                 | Hellblade: Senua's Sacrifice, Nier: Automata, No Man's Sky, Next (DLC), PlayerUnknown's Battlegrounds, Sea of Thieves, State of Decay 2, Warhammer: Vermintide 2                                                                                                |
| Gioco più atteso              | Cyberpunk 2077                                  | Anthem, Battlefield V, Control, Death Stranding, Doom Eternal, Dreams, Ghost of Tsushima, Kingdom Hearts III, Metro Exodus, Ooblets, Sekiro: Shadows Die Twice, Super Smash Bros. Ultimate, The Last of Us Part II                                              |
| Miglior recitazione           | Bryan Dechart (Connor in Detroit: Become Human) | Christopher Judge (Kratos in God of War), Melissanthi Mahut (Kassandra in Assassin's Creed: Odyssey), Roger Clark (Arthur Morgan in Red Dead Redemption II), Yuri Lowenthal (Peter Parker in Spider-Man)                                                        |
| Gioco dell'anno               | God of War                                      | Assassin's Creed: Odyssey, Call of Duty: Black Ops IIII, Red Dead Redemption II, Celeste, Dead Cells, Monster Hunter: World, Marvel's Spider-Man, Forza Horizon 4, Dragon Quest XI: Echi di un'era perduta, Fortnite Battle Royale, Into the Breach, Subnautica |
| Premio della critica          | Red Dead Redemption II                          | - |
| Premio alla carriera          | Hidetaka Miyazaki                               | - |

### 2019
La cerimonia del 2019 si è svolta al Bloomsbury Big Top il 16 novembre 2019.
| Categoria                     | Vincitore                                          | Candidati |
| ----------------------------- | -------------------------------------------------- | --- |
| Miglior narrativa             | Days Gone                                          | Control, Eliza, Fire Emblem: Three Houses, Metro Exodus, Mortal Kombat 11, Observation, Outer Wilds, Sunless Skies, Telling Lies                                                                                                  |
| Miglior visual design         | Devil May Cry 5                                    | 11-11: Memories Retold, Ape Out, Control, Gris, Kingdom Hearts III, Metro Exodus, Outer Wilds, Sayonara Wild Hearts, Sekiro: Shadows Die Twice                                                                                    |
| Miglior audio design          | Resident Evil 2                                    | A Plague Tale: Innocence, Ape Out, Cadence of Hyrule, Control, Days Gone, Observation, Outer Wilds, Tetris Effect, The Light Keeps Us Safe                                                                                        |
| Miglior indie                 | Outer Wilds                                        | A Short Hike, Baba Is You, Devotion, Knights and Bikes, Observation, Sayonara Wild Hearts, Slay the Spire, Sunless Skies, Telling Lies                                                                                            |
| Miglior gioco cooperativo     | Apex Legends                                       | Borderlands 3, FIFA 20, Mortal Kombat 11, Red Dead Online, Super Smash Bros. Ultimate, Tetris 99, The Dark Pictures: Man of Medan, Tom Clancy's The Division 2, eFootball PES 2020                                                |
| Premio Still playing          | Minecraft                                          | Destiny 2, Elite: Dangerous, Fortnite, GTA Online, Rocket League, The Elder Scrolls Online, Tom Clancy's Rainbow Six: Siege, Warframe, World of Warcraft                                                                          |
| Miglior streamer              | Sweet Anita                                        | |
| Gioco eSport dell'anno        | Fortnite                                           | Call of Duty: Black Ops IIII, Counter-Strike: Global Offensive, Dota 2, FIFA 19, League of Legends, Overwatch, PUBG Mobile, Super Smash Bros. Ultimate, Tom Clancy's Rainbow Six: Siege                                           |
| Miglior gioco VR              | Beat Saber                                         | Ace Combat 7: Skies Unknown, Blood & Truth, Déraciné, Falcon Age, Harry Potter: Wizards Unite, Nintendo Labo: VR Kit, No Man's Sky Beyond, Tetris Effect, Trover Saves the Universe                                               |
| Sviluppatore dell'anno        | Epic Games                                         | 4A Games, Capcom, Digital Extremes, Hello Games, Media Molecule, Mobius Digital, Nintendo, Remedy Entertainment, Respawn Entertainment                                                                                            |
| Gioco mobile dell'anno        | BTS World                                          | Command & Conquer: Rivals, Dr. Mario World, FM: Touch 2019, Grindstone, Harry Potter: Wizards Unite, Kids, Mighty Quest for Epic Loot, Sky: Figli della luce, The Elder Scrolls: Blades                                           |
| Gioco dell'anno - Nintendo    | Super Smash Bros. Ultimate                         | Astral Chain, Cadence of Hyrule, Dragon Quest Builders 2, Fire Emblem: Three Houses, Super Mario Maker 2, Pokémon: Let's Go, Pikachu! e Let's Go, Eevee!, Tetris 99, Yoshi's Crafted World, The Legend of Zelda: Link's Awakening |
| Gioco dell'anno - PlayStation | Days Gone                                          | Blood & Truth, Concrete Genie, Dreams, Déraciné, Erica, Final Fantasy XIV: Shadowbringers, Judgment, MediEvil, Tetris Effect |
| Gioco dell'anno - PC          | World of Warcraft Classic                          | Age of Wonders: Planetfall, Anno 1800, Dicey Dungeons, F1 2019, Heaven's Vault, Slay the Spire, Sunless Skies, Teamfight Tactics, Total War: Three Kingdoms                                                                       |
| Gioco dell'anno - Xbox        | Gears 5                                            | Ashen, Below, Blair Witch, Castelvania Anniversary Collection, Crackdown 3, Outer Wilds, Void Bastards |
| Gioco più atteso              | Cyberpunk 2077                                     | Animal Crossing: New Horizons, Disintegration, Doom Eternal, Dying Light 2, Elden Ring, Final Fantasy VII Remake, Halo Infinite, Hytale, Marvel's Avengers, The Last of Us Parte II, Watch Dogs: Legion                           |
| Miglior recitazione           | Logan Marshall-Green (David Smith in Telling Lies) | |
| Premio della critica          | Control                                            | |
| Premio alla carriera          | Yu Suzuki                                          | |
| Gioco dell'anno               | Resident Evil 2                                    | Outer Wilds, Telling Lies, Gears 5, Call of Duty: Modern Warfare (2019), Control, Disco Elysium, Apex Legends, Sekiro: Shadows Die Twice, Fire Emblem: Three Houses, Untitled Goose Game, The Outer Worlds                        |

### 2020
La cerimonia si è svolta digitalmente il 24 novembre 2020.
| Categoria                     | Vincitore                                     | Candidati |
| ----------------------------- | --------------------------------------------- | --- |
| Miglior narrativa             | The Last of Us Parte II                       | Ghost of Tsushima, Kentucky Route Zero: TV Edition, Necrobarista, Paradise Killer, Hades, Signs of the Sojourner, If Found... |
| Miglior visual design         | The Last of Us Parte II                       | Ghost of Tsushima, Hades, Ori and the Will of the Wisps, Spiritfarer, Microsoft Flight Simulator, Half-Life: Alyx, Final Fantasy VII Remake |
| Miglior audio design          | The Last of Us Parte II                       | Ghost of Tsushima, Star Wars Jedi: Fallen Order, Paradise Killer, Call of Duty: Warzone, Half-Life: Alyx, Streets of Rage 4, Resident Evil 3 |
| Miglior community             | Minecraft                                     | Fall Guys, Animal Crossing: New Horizons, Dreams, Sea of Thieves, Warframe, Fortnite, Final Fantasy XIV |
| Miglior gioco per famiglie    | Fall Guys                                     | Animal Crossing: New Horizons, Pokémon Spada e Scudo, Minecraft Dungeons, Paper Mario: The Origami King, Moving Out, 51 Worldwide Games, Super Mario 3D All-Stars |
| Miglior espansione            | No Man's Sky: Origins                         | Control: AWE, Total War: WARHAMMER 2 - The Warden and the Paunch, Pokemon Spada e Scudo - Pass di Espansione, Final Fantasy XIV Patch 5.3 - Reflections in Crystal, The Sims 4 Star Wars: Viaggio a Batuu Game Pack, Mortal Kombat 11: Aftermath, The Outer Worlds: Peril on Gorgon                                                                                           |
| Miglior Hardware da gaming    | NVIDIA GeForce RTX 3080                       | PC Engine CoreGrafx Mini, Meta Quest 2, Razer Kishi, TCA Sidestick Airbus Edition, Roccat Vulcan 120, Turtle Beach Stealth 700 |
| Miglior indie                 | Hades                                         | Kentucky Route Zero, Factorio, Spelunky 2, Paradise Killer, Creaks, Lair of the Clockwork God, Necrobarista |
| Miglior gioco cooperativo     | Fall Guys                                     | Call of Duty: Warzone, Animal Crossing: New Horizons, Deep Rock Galactic, Tony Hawk's Pro Skater 1 + 2, The Dark Pictures: Little Hope, Moving Out, Valorant |
| Premio Still playing          | Minecraft                                     | Final Fantasy XIV, Sea of Thieves, Fortnite, Apex Legends, Pokemon Go, GTA Online, PlayerUnknown's Battlegrounds |
| Miglior streamer              | iamBrandon                                    | |
| Gioco eSport dell'anno        | Call of Duty: Modern Warfare                  | Tom Clancy's Rainbow Six: Siege, League of Legends, Valorant, Fortnite, NTT IndyCar Series iRacing, Counter-Strike: Global Offensive, FIFA 20 |
| Sviluppatore dell'anno        | Naughty Dog                                   | Mediatonic, Respawn Entertainment, Paradox Studios, Sucker Punch, Infinity Ward, Media Molecule, Supergiant Games |
| Gioco mobile dell'anno        | Lego Builder's Journey                        | Game of Thrones: Tale of Crows, Little Orpheus, Next Stop Nowhere, Roundguard, Bird Alone, A Monster's Expedition, If Found... |
| Gioco dell'anno - Nintendo    | Animal Crossing: New Horizons                 | Pokémon Spada e Scudo, Brain Training del Dr. Kawashima per Nintendo Switch, Super Mario 3D All-Stars, Paper Mario: The Origami King, Super Mario Bros. 35, Ninjala, 51 Worldwide Games |
| Gioco dell'anno - PlayStation | The Last of Us Parte II                       | Nioh 2, Ghost of Tsushima, Final Fantasy VII Remake, Marvel's Iron Man VR, Spelunky II, Dreams, Fall Guys |
| Gioco dell'anno - PC          | Death Stranding                               | Paradise Killer, Microsoft Flight Simulator, Hades, The Walking Dead: Saints & Sinners, Crusader Kings III, Valorant, Half-Life: Alyx |
| Gioco dell'anno - Xbox        | Ori and the Will of the Wisps                 | Tony Hawk’s Pro Skater 1+2, Deep Rock Galactic, Bleeding Edge, Minecraft Dungeons, Wasteland 3, Yakuza 0, Tell Me Why |
| Gioco più atteso              | God of War Ragnarök                           | Hitman 3, Ratchet & Clank: Rift Apart, Halo Infinite, Resident Evil Village, Horizon Forbidden West, Kerbal Space Program 2, Elden Ring, Gotham Knights, Starfield, The Medium |
| Miglior recitazione           | Sandra Saad (Ms. Marvel in Marvel's Avengers) | |
| Premio della critica          | Hades                                         | |
| Gioco dell'anno               | The Last of Us Parte II                       | Animal Crossing: New Horizons, Final Fantasy 7 Remake, Microsoft Flight Simulator, Crusader Kings III, Fall Guys, Hades, Half-Life: Alyx, Death Stranding, Assassin's Creed Valhalla, Marvel's Spider-Man: Miles Morales, Demon's Souls, Ghost of Tsushima, Ori and the Will of the Wisps, Factorio, Spelunky 2, F1 2020, Yakuza: Like a Dragon, Doom Eternal, Genshin Impact |